# Полдневиця (селище)
Полдневиця (рос. Полдневица) — селище в Поназирьовському районі Костромської області Російської Федерації.
Населення становить 1207 осіб. Входить до складу муніципального утворення Полдневицьке сільське поселення.

## Історія
У 1962-1965 роках населений пункт належав до Шар'їнського району.
Від 2007 року входить до складу муніципального утворення Полдневицьке сільське поселення.

## Населення
| 2008 | 2010  | 2014  |
| ---- | ----- | ----- |
| 1386 | ↘1031 | ↗1207 |